# Diane James
Diane Martine James (Bedford, 20 novembre 1959) è una politica britannica, leader dell'UKIP dal 16 settembre al 4 ottobre 2016, succedendo al leader storico Nigel Farage, dimessosi dopo i risultati del referendum sull'appartenenza del Regno Unito all'Unione Europea.
È stata anche eurodeputata dal 2014 al 2019.

## Carriera politica
Laureatasi alla Thames Valley University, James ha lavorato per 30 anni come analista e finanziera nel settore sanitario. Nel 2011 aderì al partito di destra UKIP e nel 2014 venne eletta deputato europarlamentare. Nel suo ruolo di eurodeputata, la James lavorò come portavoce per gli affari interni nel suo partito.
In un'intervista rilasciata nel 2015, la James ha espresso il suo appoggio a Vladimir Putin dicendo che lo ammirava molto, che è un leader molto forte e che lui e il suo partito condividono la loro contrarietà ai paesi dell'Unione europea.

### L'elezione a leader dell'UKIP
A seguito delle dimissioni del leader dell'UKIP Nigel Farage avvenute il 4 luglio 2016, James si candidò alle primarie del partito per scegliere il nuovo leader e riuscì ad essere eletta con 8,451 voti, entrando in carica il 16 settembre successivo. Il 4 ottobre successivo, a neanche un mese di distanza dalla sua elezione, si dimette da leader per ragioni "personali e professionali".